# Équipe de Pologne de football américain
L'équipe de Pologne de football américain représente la Fédération polonaise de football américain lors des compétitions internationales, comme le Championnat d'Europe de football américain depuis 2017 ou les Jeux mondiaux depuis 2017.

## Palmarès
Coupe du monde de football américain
- 1999 : non inscrit
- 2003 : non inscrit
- 2007 : non inscrit
- 2011 : non inscrit
- 2015 : non inscrit

Jeux mondiaux
- 2005 : non inscrit
- 2017 : Quatrième. Battu en finale pour la 3e place (médaille de bronze) par les États-Unis 7-14.

Championnat d'Europe de football américain
- 1987 : non inscrit
- 1989 : non inscrit
- 1991 : non inscrit
- 1993 : non inscrit
- 1995 : non inscrit
- 1997 : non inscrit
- 2000 : non inscrit
- 2001 : non inscrit
- 2005 : non inscrit
- 2010 : non inscrit
- 2014 : non inscrit
- 2018 : éliminés en qualifications préliminaires par le de République tchèque 7-14.

## Sources
- Encyclopédie du football américain sur le site warriorsbologna.it